# Gmina Žabljak
Gmina Žabljak (czarn.: Opština Žabljak / Општина Жабљак) – gmina w północnej Czarnogórze. Jedna z kilku gmin, w której nie przeważają Czarnogórcy (w tym wypadku ok. 43% Czarnogórców przy ok. 50% Serbów).

## Turystyka
W Žabljaku znajdują się m.in.:
- Trasy narciarskie
- Rzeki do uprawiania raftingu
- Góry do wspinaczki (alpinizm)